# Радивоје Младеновић
Радивоје Младеновић је српски дијалектолог, балканолог и контактолог и универзитетски професор у пензији.

## Биографија
Радивоје Младеновић родио се у Призрену 1950. године. Основну школу и гимназију завршио је у Призрену. На Филолошком факултету у Београду дипломирао је 1973. године на групи Српскохрватски језик и југословенске књижевности. Постдипломске студије завршио је на истом факултету 1991, где је одбранио магистарски рад Говор Срба у Сиринићу. На Филолошком факултету Универзитета у Београду 1997. одбранио је докторски рад Говор Призренске Горе.
Младеновић је био професор гимназије у Призрену између 1973. и 1983. године. Између 1983. и 1989. године радио је – најпре као предавач а потом као професор – на Вишој педагошкој школи у Призрену. Од 1990. до 1998. био је професор Филолошке гимназије у Београду. Од 1998. до 2003. године у Институту за српски језик САНУ у Београду (научни сарадник 1999, виши научни сарадник 2003) радио је на пројекту Лингвистичка истраживања савременог српског књижевног језика и израда Речника српско(хрватско)г књижевног и народног језика. Између 2003. и 2018. године на Филолошко-уметничком факултету Универзитета у Крагујевцу био је професор у оквиру уже научне области Дијахронија српског језика (доцент 2003, ванр. професор 2008, ред. професор 2013).
Од 1996. до 2023. године Младеновић је рефератима и саопштењима учествовао на четрдесетак научних скупова у Србији (Београд, Крагујевац, Косовска Митровица, Ниш, Нови Сад, Лесковац) и иностранству (Москва, Санкт Петербург, Темишвар, Софија, Пловдив, Охрид).
Младеновић је као гостујући професор држао предавања у иностранству:
- Masarykova univerziteta, Filozofická fakultá, Ústav slavistiki, Seminář jihoslovanských folologií a balkanistiky, Brno, Česko (Масариков универзитет, Филозофски факултет у Брну, Чешка; академска 2007/2008. година).
- Universitatea de Vest din Timişoara, Facultatea de Litere, Istorie şi Reologie, Catedra de limbi şi literaturi slave (Западни универзитет у Темишвару, Факултет за књижевност, историју и религију, Катедра за словенске језике и књижевност, Румунија; академска 2009/2010. година).
- Македонска академија на науките и уметностите (Институт за ареална лингвистика „Божидар Видоески”); 12. јун 2014. година (предавање: Интерференцијата и јазичните системи на словенските говори во југозападниот дел на Косово и Метохија).

Младеновић је члан више одбора и рецензент научних часописа:
- Од 1997. године члан је Међуодељењског одбора за проучавање Косова и Метохије Српске академије наука и уметности (Академијски одбор САНУ за проучавање Косова и Метохије).
- Од 1995. сарадник је Међуакадемијског одбора за дијалектолошке атласе Српске академије наука и уметности, а од 2003. члан Међуакадемијског одбора за дијалектолошке атласе Српске академије наука и уметности (Одбор за дијалектолошке атласе САНУ).
- У периоду од 2003. до 2008. био је продекан за наставу, од 2008. до 2016. шеф Катедре за српски језик и књижевност на Филолошко-уметничком факултету Универзитета у Крагујевцу.
- У оквиру Стратешког пројекта САНУ „Историја и културно наслеђе српског народа на Косову и Метохији (2021–2023)” руководилац је потпројекта Српски народни говори Косова и Метохије.
- Члан је редакција и њихов рецензент више научних часописа: Српски дијалектолошки зборник (Српска академија наука и уметности и Институт за српски језик САНУ), Косовско-метохијски зборник (Српска академија наука и уметности, Академијски одбор САНУ за проучавање Косова и Метохије), Исходишта (Савез Срба у Румунији – Филозофски факултет у Нишу).

### Научни рад
Основно Младеновићево научно интересовање односи се на опис граматичког система српских косовскометохијских говора како унутар српског дијалекатског простора тако и у оквиру ширег балканословенског ареала.  
У делу радова Р. Младеновић разматра однос лингвистичког, конфесионалног и етничког идентитета на Косову и Метохији.
Младеновић је аутор пет књига и више десетина научних радова. За допринос науци о језику Славистичко друштво Србије наградило је две монографије Радивоја Младеновића:
- 2002. године Говор шарпланинске жупе Гора Наградом  Павле Ивић,
- 2020. године Говор северношарпланинске жупе Сиринић Наградом Павле и Милка Ивић.

## Изабрана библиографија
- Заменице у говорима југозападног дела Косова и Метохије. (Београд: Институт за српски језик САНУ, Монографије 12,  2010, стр. 1–472)
- Говор села Врбичане крај Призрена. (Српски дијалектолошки зборник LXX/1, Београд: Српска академија наука и уметности и Институт за српски језик САНУ, 2023, стр. 1–368)
- О неким падежним конструкцијама месног значења са вишезначним предлозима у јужнометохијским и северношарпланинским говорима. Српски језик IX, Београд, 2004, стр. 193–210.
- Српски говори на југозападу Косова и Метохије (географски, историјски и социогеографски предуслови за формирање говора, у: Косово и Метохија у светлу етнологије, Београд: Етнографски музеј  – Музеј у Приштини (са измештеним седиштем); Центар за очување наслеђа Косова и Метохије  – Mnemosyne, 2004, стр. 193–205.
- Семантика и граматичка стабилност именица pluralia tantum у српским (словенским) говорима на југозападу Косова и Метохије, у: Српски језик и друштвена кретања. Крагујевац: Скупштина Града – Универзитет у Крагујевцу – Филолошко-уметнички факултет – Кораци, 2007, стр. 97–118.
- Судбина групе /еј/ у српским (словенским) говорима на југозападу Косова и Метохије. Зборник Матице српске за филологију и лингвистику L/1–2, Нови Сад, 2007, стр. 583–601.
- Показне заменице на југозападу Косова и Метохије, у: Зборник Института за српски језик САНУ I – посвећено др Драгу Ћупићу поводом 65-годишњице живота. Београд: Институт за српски језик САНУ, 2008, стр. 329–342.
- Језик дијалеката и дијалекатски језик у Записима Ивана Степановича Јастребова: Књижевни (стандардни) језик и језик књижевности. Крагујевац: Филолошко-уметнички факултет – Скупштина Града, 2011, стр. 289–306.
- Основински вокали -е и -и у презентској основи српских призренско-јужноморавских говора Косова и Метохије и северне Македоније. Српски језик XVII, Београд, 2012, стр. 191–212.
- Флексија и аналитизам именица на -а у говору јужнокосовског села Гатње. Јужнословенски филолог LXVIII, Београд, 2012, стр. 27–47.
- Словенски лингвистички и етнички идентитет на Косову и Метохији. Научни трудове, том 49. кн. 1, сб. Б, 2011. Филология. Пловдив: Пловдивски университет „Паисий Хилендарски”, Филологически факултет, 2012, стр. 196–209.
- Преобликовање 3. л. јд. и 3. л. мн. одричног перфекта актива у призренско-тимочким говорима Косова и Метохије, у: Језици и културе  у времену и простору I. Нови Сад: Универзитет у Новом Саду, Филозофски факултет, 2012, стр. 453–461.
- Преобликовање имперфекта и аориста српских говора у српско-македонском пограничју, у: Језици и културе у времену и простору II/2. Нови Сад: Универзитет у Новом Саду, Филозофски факултет, 2013, стр. 171–181.
- (у коауторству са Михаи Раданом). Дистрибуција енклитика у карашевским и југозападним косовско-метохијским говорима, у: Српско језичко наслеђе на мултикултурном простору Балкана, Темишвар: Савез Срба у Румунији, 2013, стр. 139–158.
- Акценат и гласови подримског говора. Српски језик XХ, Београд, 2015, стр. 441–457.
- Аорист и имперфекат метохијско-косовског и северношарпланинског ареала. Исходишта 1, Темишвар – Ниш, 2015, стр. 305–320.
- Од значења ка облику – из дијалекатске (морфо)синтаксе говора призренско-јужноморавског типа метохијско-косовско-сиринићког ареала, у: Српски језик – од Вука до данас. Крагујевац: Филолошко-уметнички факултет, 2015, стр. 31–39.
- Српски говори Косова и Метохије. Даница за 2016. годину, 2015, стр. 325–334.
- Облици именица са несистемском множином у северношарпланинским и метохијско-косовским говорима, у: Александар Белић – 110 година од појаве Српског дијалектолошког зборника, 2016, стр. 43–51.
- Именска и глаголска флексија у говорима југозападног дела Косова и Метохије. Научни састанак слависта у Вукове дане. Морфологија и морфосинтакса  српског језика. Утицај глобализације на структуру српског језика. 46/1. Београд: Међународни славистички центар, 2017, стр. 239–249.
- Полугласник у говору северношарпланинске жупе Сиринић. Исходишта 4, Београд,  2018, стр. 211–222.
- Трпни глаголски придев и глаголске именице у сиринићком говору, у: На темељима народних говора – зборник радова посвећен проф. др Јордани Марковић поводом одласка у пензију.  Ниш: Филозофски факултет, 2020, стр. 475–484.
- Дијалекатски мозаик косовско-метохијских призренско-јужноморавских говора, у: Резултати досадашњих и правци будућих истраживања српских народних говора Косова и Метохије. Београд: Српска академија наука и уметности – Институт за српски језик САНУ; Косовска Митровица: Филозофски факултет Универзитета у Приштини,  2021, стр. 59–106.
- Говор Призренског Подгора у метохијско-северношарпланинском микроконтинууму. Косовско-метохијски зборник 9, Београд, 2022, стр. 197–230.
- Реченице са временском клаузом у говору Призренског Подгора. Јужнословенски филолог LXXVIII/2, Београд, стр. 369–382.
- Говоры трех мусульманских славянских этнокультурных групп на юго-западе Косово и Метохии, у: Языки и диялекты малых этнических групп на Балканах. Санкт-Петербург – Мюнхен: Институт лингвистических исследований РАН, Комиссия по балканскому языкознанию при Международном комитете славистов. Biblion Verlag, 2005, стр. 52–82.
- В поисках этнического определения – славянские мусульманские группы на юго-западе Косово и Метохии. Slavic Eurasian Studies No. 25. Slavia Islamica: Language, Religion and Identity (Edited by Robert D. Greenberg, Motoki Nomachi). Sapporo: Slavic Research Center, Hokkaido University, 2012, str. 115–147.
- The speech of Goranies, in: Goranies, Muslims and Turks in the Šar (Shar) mountain župas (parishes) of Serbia: problems of actual living and surviving conditions: Proceedings of the Round Table conference held on April 19, 2000, at the Serbian Academy of Sciences and Arts, /Organizers/ Serbian Academy of Sciences and Arts – Committee on Studies Kosovo and Metohia, Geographical Institute „Jovan Cvijić” SASA, Belgrade, 2002, str. 49–54.
- The Sirinićka Župa: Štrpce Municipality – Historical Background and Current Field Research. Kosovo and Metohija. Living in the enclave. Belgrade: SASA, Institute for Balkan Studies, (Special editions 96), 2007, str. 155–174.

## Спољашне везе
- https://www.isj.sanu.ac.rs/2017/08/06/prof-dr-radivoje-mladenovic/. Радивоје Младеновић, Институт за српски језик САНУ. Приступљено 14. 1. 2024.
- https://www.sanu.ac.rs/o-akademiji/akademijski-odbori/akademijski-odbor-za-proucavanje-kosova-i-metohije/. Приступљено 22.1.2024.
- https://www.sanu.ac.rs/organizacija/odeljenja/odeljenje-jezika-i-knjizevnosti/odbori-i-projekti/. Приступљено 22.1.2024.
- https://vts-rs.academia.edu/RadivojeMladenovic. Радивоје Младеновић, Academia.edu. Приступљено 14. 1. 2024.
- https://cris.cobiss.net/ecris/sr/sr_latn/researcher/4831. Приступљено 14. 1. 2024.
- https://radiomitrovicasever.com/2020/12/02/profesoru-radivoju-mladenovicu-nagrada-pavle-i-milka-ivic/. Приступљено 14. 1. 2024.
- https://www.bastabalkana.com/2016/11/prof-dr-radivoje-mladenovic-cirilica-najstabilnija-na-kosmetu/. Приступљено 14. 1. 2024.
- https://www.kosovo-online.com/vesti/politika/sofija-trazi-od-pristine-da-bugari-budu-nacionalna-manjina-na-kosovu-14-1-2024.  Приступљено 22.1.2024.
- https://www.euronews.rs/srbija/drustvo/110801/tri-zahteva-sofije-za-pristinu-traze-da-bugari-budu-nacionalna-manjina-na-kosovu-goranima-pripisuju-bugarsko-poreklo/vest. Приступљено 22.1.2024.